# 비스와바 심보르스카
마리아 비스와바 안나 심보르스카(폴란드어: Maria Wisława Anna Szymborska, 1923년 7월 2일 ~ 2012년 2월 1일)는 폴란드의 시인이다. 1996년 노벨 문학상을 수상했다.

## 인물
폴란드 비엘코폴스카주 쿠르니크(Kórnik) 근교의 소도시 브닌(Bnin)에서 빈첸티 브와디스와프 심보르스키(Wincenty Władysław Szymborski)와 안나 마리아 로테르문트(Anna Maria Rottermund)의 둘째딸로 태어났다. 야기엘론스키 대학교에서 폴란드어문학과 사회학을 공부했으나 중퇴했다. 그 후에 그녀는 몇년 간의 세월을 주간지를 편집하면서 보내왔다. 심보르스카는 그후의 시집을 정치적보다 자신적으로 묘사하였다. 그러나 그의 첫 시집 《그것이 우리가 사는 목적이다》(1952년)는 공산주의의 큰 영향을 받았다. 그렇지만 1957년에 발간한 《예티를 부르며》에는 소련의 독재자 이오시프 스탈린을 지긋지긋한 눈사람과 비교하는 내용이 담겨있다.
그녀의 다른 시집으로는 《100번의 즐거움》(1967년), 《다리 위의 사람들》(1986년), 《모래알과 함께한 전경》(1995년)과 《개의 1인극》(2005년)이 있다. 그녀의 산문집은 2002년 《요구하지 않은 낭독》으로 출판되었다.
그녀의 수고하고 재치있는 시구는 대인 관계와 매일 인생의 괴상함과 비기대적인 차례를 강조하고 있다. 그녀는 또한 공산주의 체제와 근대 사회에서 개인주의에 대한 위협을 탐험하기도 하였다. 2012년 폐암 투병 중 향년 88세를 일기로 고인이 되었다.

## 같이 보기
- 여자 노벨상 수상자 목록
- 노벨 문학상 수상자 목록